# Epitafios – Tod ist die Antwort
Epitafios – Tod ist die Antwort (Originaltitel: Epitafios) ist eine argentinische Krimi-Mini-Fernsehserie.
Zuerst wurde nur eine Staffel mit 13 Folgen produziert, aber später wurde eine zweite Staffel mit derselben Folgenanzahl hergestellt.

## Handlung
Der Psychopath Bruno Costas sinnt auf Rache an den Verantwortlichen einer fünf Jahre zuvor in einem Unglück geendeten Geiselnahme eines verwirrten Chemielehrers, bei der vier Schüler ums Leben kamen. Die Psychiaterin Dr. Laura Santini versuchte ihn damals zur Aufgabe zu überreden, während Polizist Renzo Márquez den Täter überwältigen wollte, bei diesem Versuch jedoch scheiterte. Dabei verbrannten die Geiseln bei lebendigem Leibe. Márquez quittierte daraufhin den Dienst und wurde Taxifahrer. Die Vergangenheit holt ihn und Santini jedoch wieder ein, als die verstümmelte Leiche des Chemielehrers gefunden wurde und in dessen Garten weitere leere Gräber für Márquez und Santini. Um ihr Leben zu retten und den Killer zu überführen, müssen sich beide auf ein perfides Katz-und-Maus-Spiel mit dem Mörder einlassen.

## Bemerkungen
Die Serie hat den Untertitel El final está escrito ... (Das Ende ist geschrieben ...). Die Serie wurde in Buenos Aires und der Umgebung der Stadt gedreht, in der Serie bleibt der Handlungsort jedoch unbenannt und kann nahezu überall in Südamerika spielen. Bei der Serie handelt es sich um die erste Co-Produktion einer Fernsehserie des US-amerikanischen Fernsehsenders HBO und von HBO Lateinamerika. Ein weiterer Co-Produzent ist die argentinische Filmfirma Pol-Ka. Alle Darsteller kamen aus Argentinien, doch wurde die Serie in einem neutralen Spanisch gedreht, damit sie in ganz Lateinamerika vermarktet werden konnte.
Die Serie wurde in viele weitere Länder außerhalb des Ursprungsmarktes verkauft. So lief sie 2007 in Australien an, 2008 in Polen und 2009 unter dem Titel Epitafios – Tod ist die Antwort auf dem Kabelkanal FOX Channel. Im April 2009 lief die zweite Staffel in Lateinamerika an.
Die deutsche Erstausstrahlung der neuen Folgen lief seit Juli 2011 auf FOX.
Der Titel der Serie spielt auf Epitaphe an – in dieser Form versendet der Mörder Hinweise auf bevorstehende Opfer.